# De dennenboom
De dennenboom is een sprookje van Hans Christian Andersen, het verscheen in 1844.

## Het verhaal
In het bos staat een mooie dennenboom tussen dennen en sparren, aan het aantal kransen kan men zien hoe oud hij is. De dennenboom wil groot zijn zoals de andere bomen en na drie winters kan de haas niet meer over het boompje springen. In het najaar komen houthakkers en enkele hoge bomen worden geveld. In het voorjaar vraagt de dennenboom aan zwaluwen en ooievaars waar de bomen naartoe gebracht worden. De ooievaar heeft op zijn reis vanuit Egypte nieuwe schepen gezien en de masten roken naar dennenhout. De boom wil dan ook over de zee vliegen, maar de zon zegt dat hij moet genieten van zijn jeugd. De wind kust de boom en dauw huilt tranen, tegen kerstmis worden jonge boompjes geveld. De dennenboom hoort van mussen dat de boompjes versierd worden met kaarsen, vergulde appels, kransjes van koek en chocolade en in de huiskamers worden gezet. Hij wil ook versierd worden.
Met Kerstmis wordt ook de dennenboom geveld en de boom voelt een pijn en geen enkel geluk. Hij verlaat de struiken en bloemen om hem heen en wordt op een binnenplaats gezet. Twee lakeien brengen hem in een kamer met Chinese vazen en portretten. De boom wordt versierd en krijgt een ster op de top. De kaarsen worden aangestoken en kinderen pakken hun geschenken als de kaarsen zijn uitgebrand. Een man vertelt over Klompe-Dompe die van de trappen viel en toch met de prinses trouwde en de troon besteeg. De kinderen willen een ander verhaal, maar de man vertelt slechts dit ene. De boom besluit de volgende dag niet bang te zijn als hij wordt versierd en verwacht dan het verhaal van Ivede-Avede te horen. De volgende ochtend slepen de knecht en het dienstmeisje de boom naar zolder. De boom is eenzaam en denkt dat de mensen hem beschermen tegen de harde grond, hij denkt het volgende voorjaar geplant te worden. 
De boom hoort van twee muisjes over de provisiekast en hij vertelt hen over zijn jeugd. De boom beseft dat hij gelukkig was in het bos en vertelt over kerstavond. De dennenboom denkt aan een berk en voor hem was dat een echte prinses, hij vertelt de muisjes over Klompe-Dompe. Op zondag komen ook twee ratten en deze vinden het verhaal van de dennenboom niet grappig, de muisjes vinden het nu ook minder mooi. De dennenboom kent alleen dit ene verhaal, hij hoorde het op zijn gelukkigste avond. De ratten en muizen gaan weg en de boom denkt terug aan mooie tijden. Mannen halen de boom van zolder, hij voelt frisse lucht en komt op de binnenplaats. Hij ziet de tuin en linden bloeien, maar zijn takken zijn verdord en hij ligt tussen onkruid en brandnetels. Kinderen spelen en een kleintje trekt de ster van de oude kerstboom, hij stampt op zijn takken. 
De dennenboom wenst dat hij in het bos was gebleven, alles is nu voorbij. Hij wilde dat hij blij was geweest toen dingen gebeurden. De knecht hakt de boom in stukjes en ze vlammen op in de brouwketel. De jongen speelt nu met de ster op zijn borst.